# Глаголичний обряд
Глаголичний обряд — літургійна традиція в межах латинського обряду католицької церкви, що відрізняється від його римської форми тим, що замість латині в ньому використовується церковнослов'янська мова. Богослужбові книги для цієї літургії видавалися з використанням глаголиці (звідси його назва).
З часів Середньовіччя (перші згадки відносяться до X століття) і аж до реформ в 1960-х роках, Глаголичний обряд був поширений в деяких регіонах Хорватії (переважно вздовж узбережжя і на північних островах) і Чехії.

## Музика
Богослужбова музика глаголичного обряду — синтез григоріанського співу та місцевої народної музичної традиції. В XIX–XX століть були написані музичні композиції романтичного плану; мають популярність «глаголичні меси» чеського композитора Леоша Яначека, які, однак, мало придатні для використання в богослужінні.